# Église Saint-Jean-l'Évangéliste de Genappe
Pour les articles homonymes, voir église Saint-Jean-l'Évangéliste.
L'église Saint-Jean-l'Évangéliste est une église de style néo-classique située à Genappe, ville belge de la province du Brabant wallon.

## Localisation
L'église Saint-Jean-l'Évangéliste se dresse en plein centre-ville, le long d'une place délimitée par la rue de Bruxelles, la rue de Ways et la rue Emmanuel Lutte.

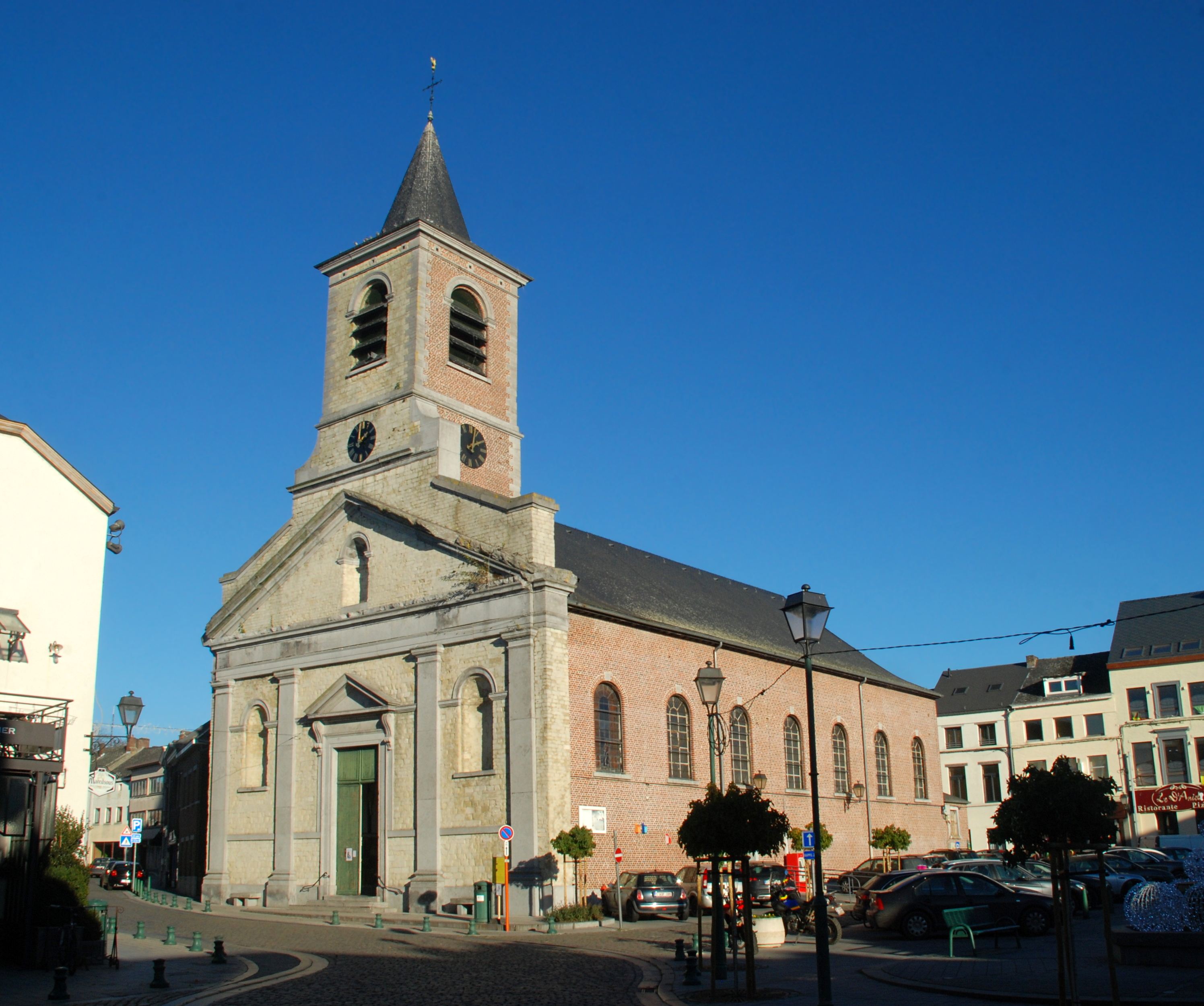
L'église vue du sud-ouest.

## Historique
Anciennement, le bourg de Genappe dépendait en partie de la paroisse de Vieux-Genappe et en partie de celle de Ways. À l'emplacement actuel de l'église de Genappe se dressait à l'époque une chapelle qui dépendait de la paroisse de Ways. 
Cette chapelle a été réparée en 1505, 1705, 1708, 1721 et 1808.
Elle a été reconnue comme lieu de culte en 1825 puis comme « église succursale » (église qui supplée à l'insuffisance de l'église paroissiale) en 1836, pour finalement être remplacée par l'église Saint-Jean-l'Évangéliste actuelle, édifiée en style néo-classique sous le règne de Léopold Ier entre 1836 et 1842. 
Le culte est célébré dans la nouvelle église à partir de 1842,, et sa consécration a lieu en 1861,.
Elle n'est pas classée mais ses orgues le sont depuis le 3 octobre 1974.

## Architecture extérieure

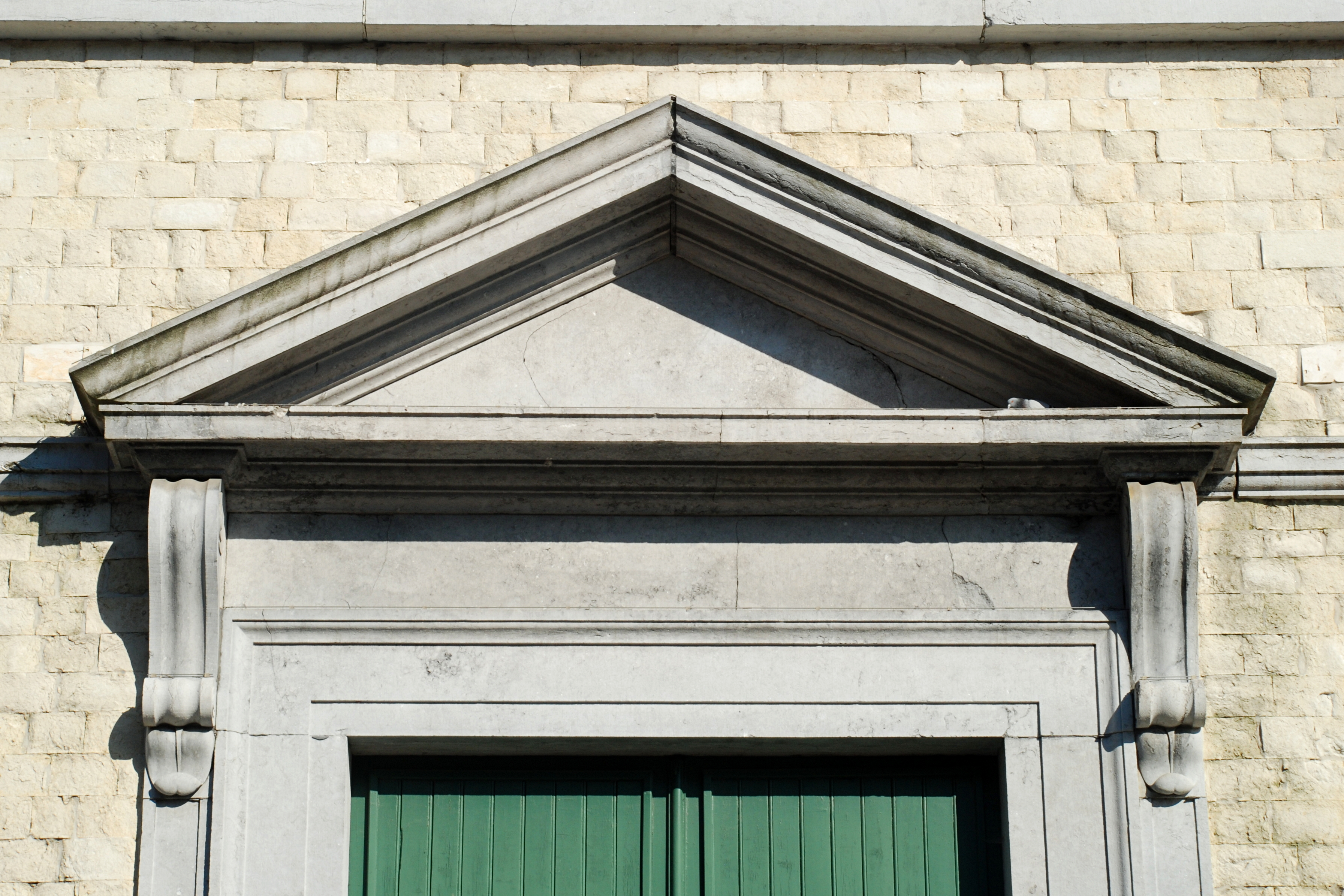
Fronton du portail.

### La façade occidentale
L'église présente une belle façade de style néo-classique combinant grès clair et pierre bleue,.
Cette façade tripartite est rythmée par de grands pilastres en pierre bleue surmontés de chapiteaux toscans. 
La travée centrale de la façade est percée d'un portail néo-classique en pierre bleue surmonté d'un fronton triangulaire supporté par deux consoles à volutes.
Chacune des travées latérales de la façade est ornée d'une niche à voûte en cul-de-four surmontée d'une archivolte en pierre bleue. Ces niches sont reliées à la base du fronton du portail par un cordon de pierre bleue.
Les quatre pilastres supportent un grand entablement sur lequel prend appui un grand fronton triangulaire orné d'une niche semblable aux deux niches déjà citées.
Le fronton porte un muret protégé des eaux de pluie par un chaperon de pierre bleue, muret qui assure la liaison avec la tour.
|  |  |  |  |

### Le clocher

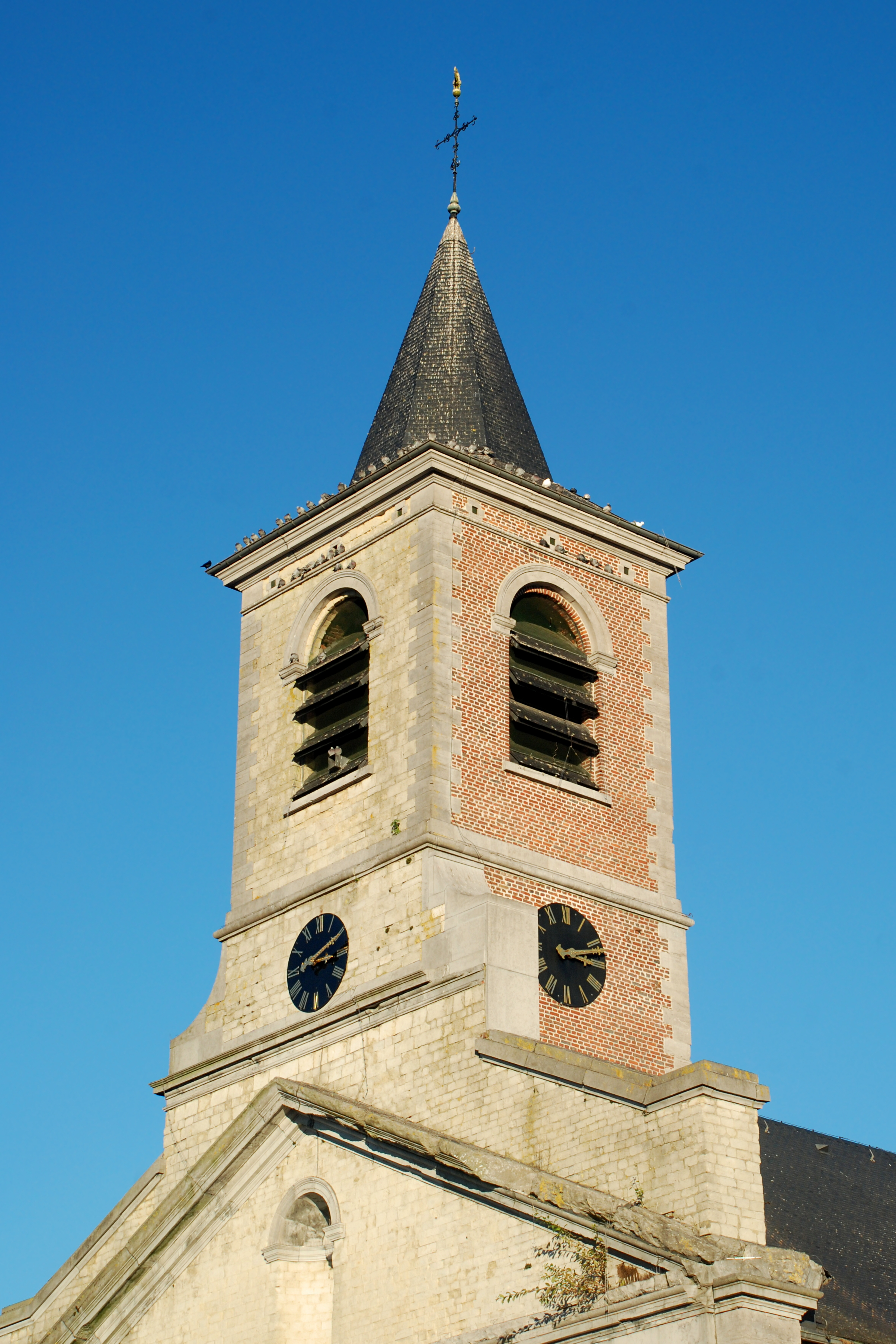
Le clocher.

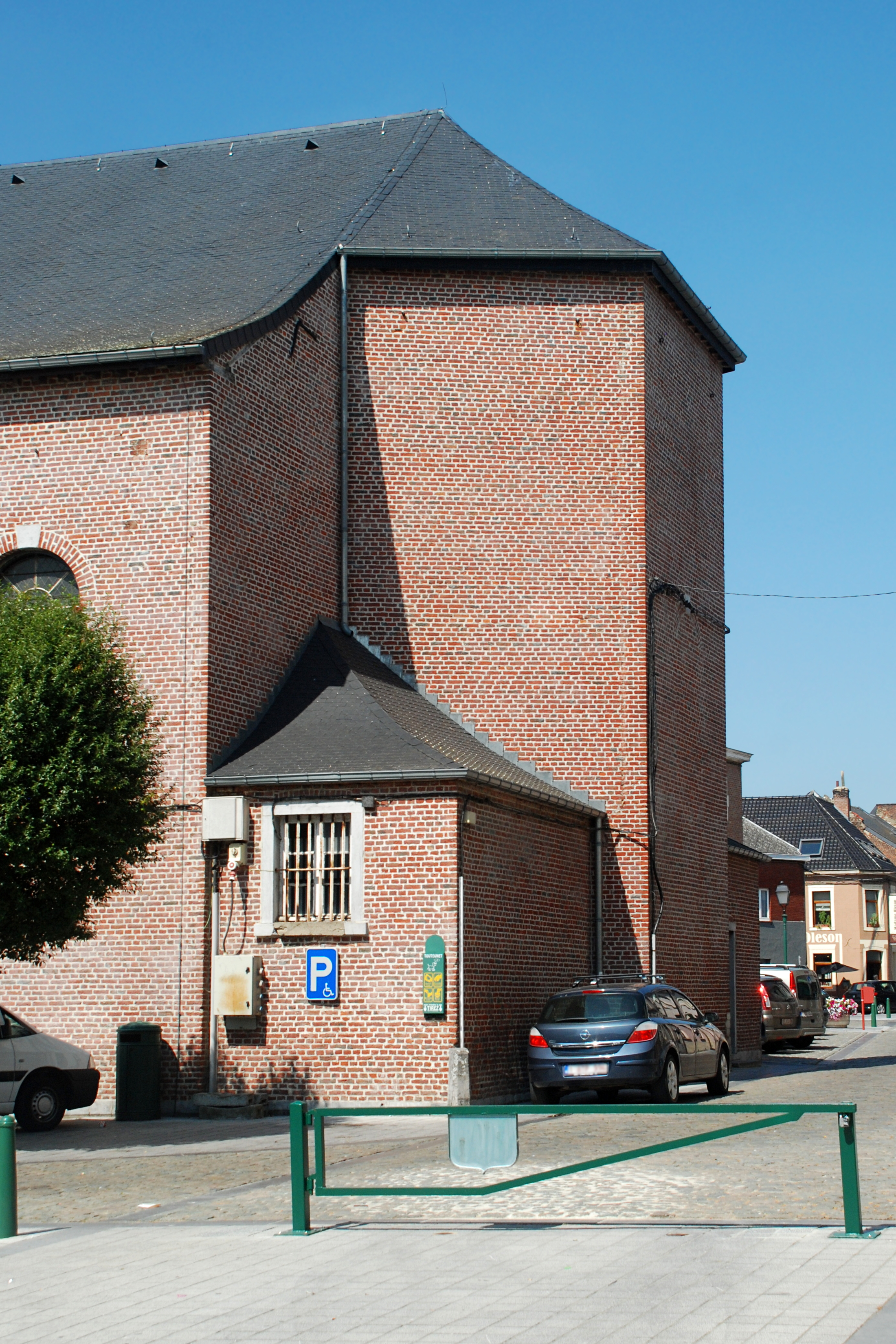
Le chevet.

Prolongeant la façade, le clocher présente une face occidentale réalisée également en grès clair et pierre bleue alors que les autres faces sont réalisées en briques rouges, avec des chaînage d'angle en pierre.
L'avant-dernier étage du clocher porte les horloges tandis que le dernier étage est percé sur chaque face d'une grande baie campanaire cintrée à abat-son : le piédroit de ces baies est réalisé en grès ou en briques tandis que leur archivolte est réalisée en pierre bleue et repose sur deux chapiteaux toscans.
Le sommet de la tour est orné de trous de boulin en croisette et d'une corniche moulurée, et sommé d'une flèche octogonale.

### Les façades latérales
Les façades latérales de la nef ne sont pas édifiées en pierre comme la façade principale mais en briques rouges, comme le chevet et les côtés du clocher d'ailleurs. 
Elles sont percées de sept grandes baies cintrées présentant pour toute ornementation une clé d'arc en pierre bleue.
|  |  |

### Le chevet
À l'est, l'église Saint-Jean-l'Évangéliste se termine par un haut chevet aveugle à trois pans contre lequel vient se blottir une petite sacristie carrée. 
Édifié en briques rouges comme les façades de la nef, le chevet ne présente aucune ornementation.

## Architecture intérieure

### La nef
L'intérieur de la nef, très lumineux, présente un style néo-classique très pur. 
La nef de six travées présente une voûte en berceau (de style néo-classique) de couleur crème ornée d'une frise de denticules et compartimentée par des arcs-doubleaux de couleur grise. 
Elle est séparée des collatéraux par deux rangées de hautes colonnes rondes plâtrées portées par une base carrée en pierre bleue. Les extrémités de ces deux rangées de colonnes sont occupées par des colonnes engagées.
Ces colonnes sont couronnées de chapiteaux ioniques, qui supportent une architrave sur laquelle prend appui la voûte en berceau.

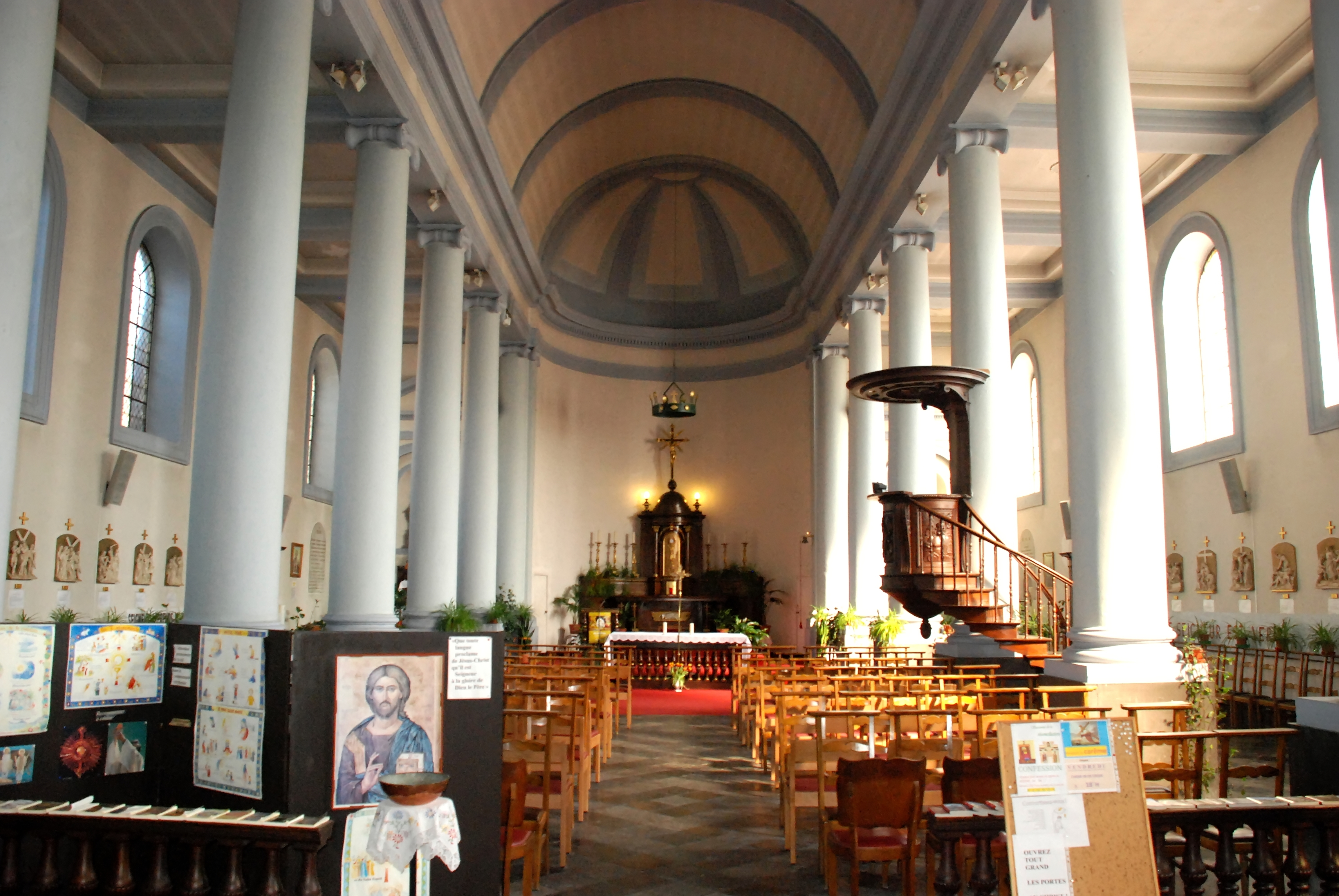
La nef

### Les collatéraux
Les collatéraux sont recouverts d'un plafond plat à caissons.

### Le chœur
Le chœur, aveugle et de petite taille, est semi-circulaire (alors que l'extérieur présente un chevet à pans).
Il présente une voûte en cul-de-four à segments gris et crème, soulignée par une frise de denticules qui prolonge celle de la voûte en berceau.